# Saturn Vue
Saturn Vue — це компактний кросовер, який виготовлявся компанією Saturn, і це була найбільш продавана модель Saturn. 
Це був перший транспортний засіб, який застосував платформу GM Theta, коли вона була представлена в 2001 році, як модель 2002 року. Пізніше Vue був модернізований на 2006 модельний рік. Модель другого покоління була запущена в 2007 році, як перероблений Opel Antara. Виробництво Vue у Північній Америці закінчилося, коли GM ліквідував бренд Saturn під час його реорганізації 2009 року.

## Перше покоління (2001–2007)

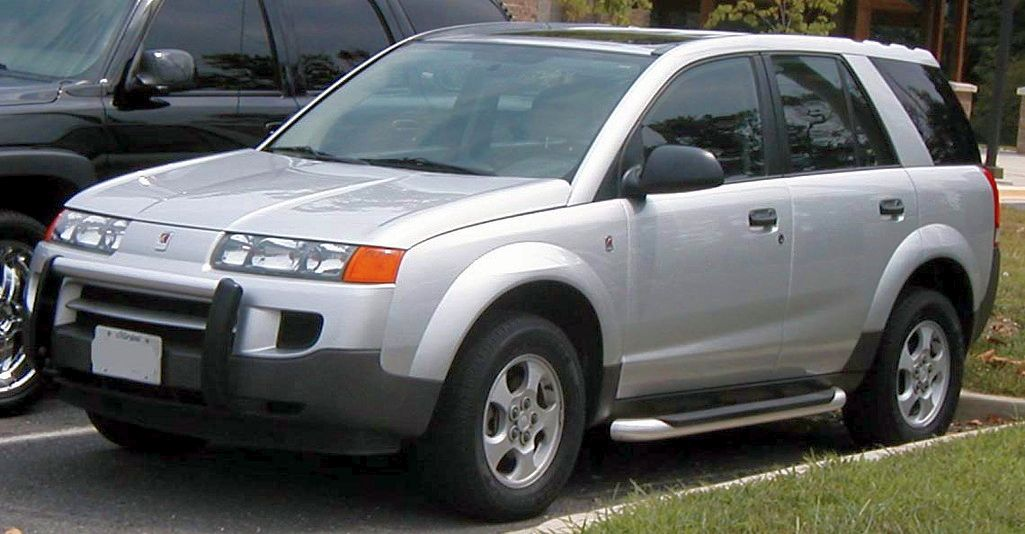
Saturn Vue I (2001-2005)

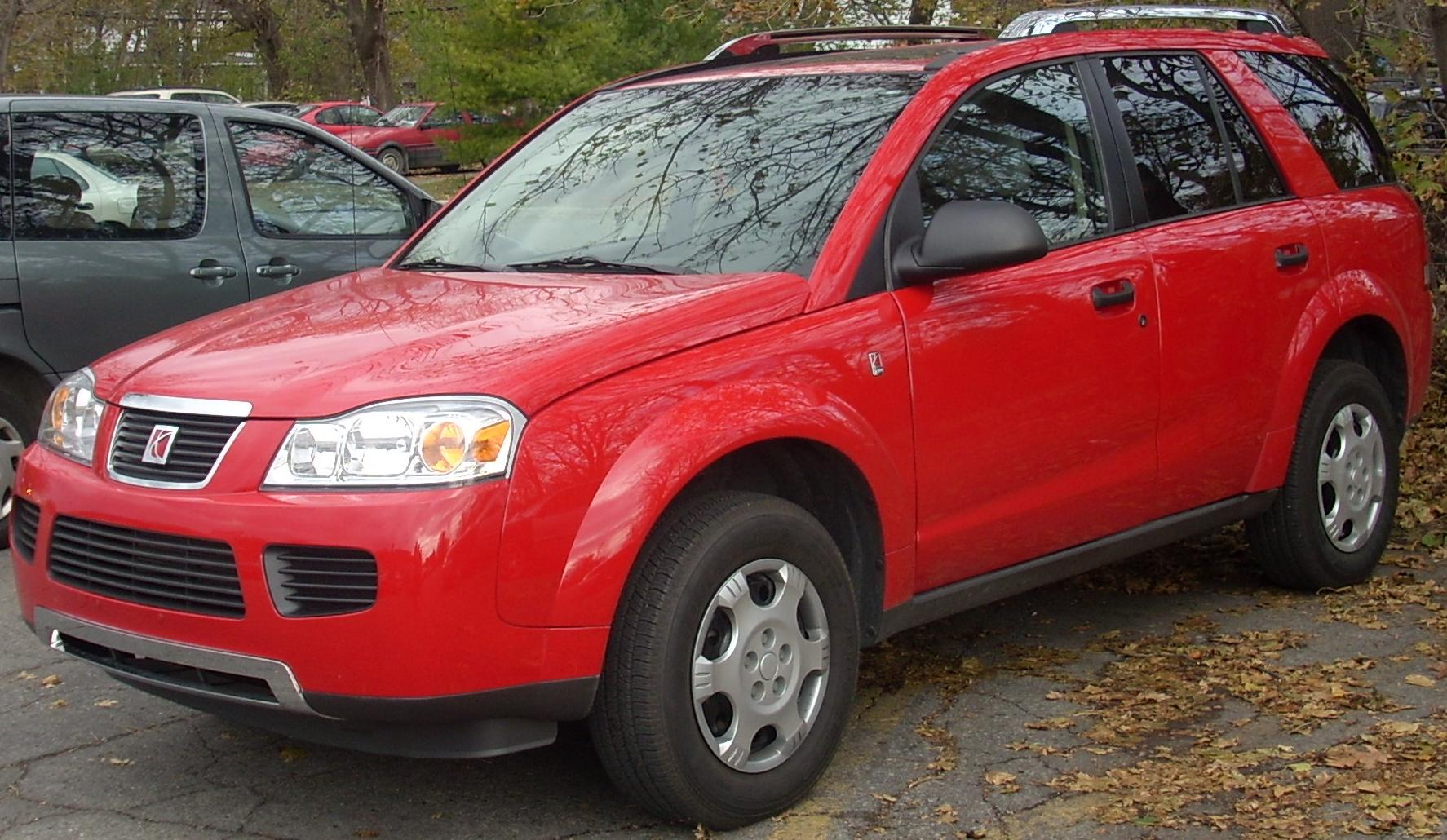
Saturn Vue I (2005-2007)

Vue був представлений у 2001 році і був розроблений Сатурном. Його виготовляли на заводі GM Spring Spring. Його платформа GM Theta лягла в основу Chevrolet Equinox, Pontiac Torrent та Opel Antara.
Vue отримав підтяжку обличчя в 2005 році. Модернізація включала перероблений інтер'єр з більш якісними матеріалами, новий бампер та решітку радіатора, а також деякі незначні косметичні деталі зовнішності. OnStar тепер стандартний, а також круїз-контроль і автоматичні фари.

### Двигуни
- 2.2 L L61 Ecotec I4
- 2.4 L LAT Ecotec I4 (Plug-in hybrid)
- 3.0 L L81 GM 54° V6
- 3.5 L L66 (Honda J35S1) V6

## Друге покоління (2007–2009)

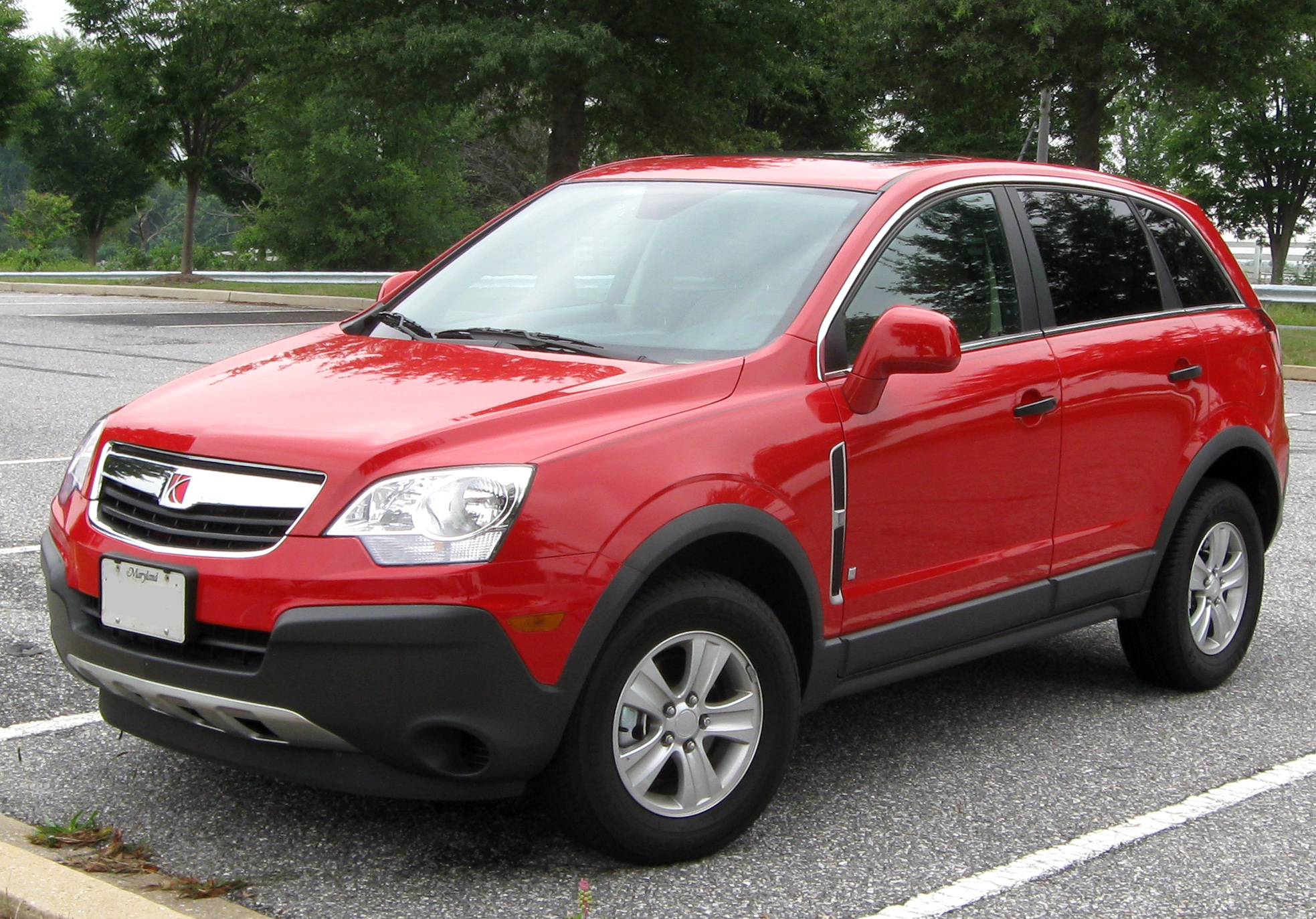
Saturn Vue II

Компанія Saturn представила Vue другого покоління в 2007 році, виготовлена в Мексиці як ребрендована версія німецького Opel Antara. Saturn запропонував чотири рівні оздоблення: базовий "XE", дорожчий "XR", спортивний "Red Line" і гібрид "Green Line". Доступні двигуни включають в себе 2,4-літровий 4-циліндровий циліндр, а також 3,5-літровий та 3,6-літровий V6 варіанти. Також була доступна гібридна силова версія 2,4-літрової моделі. Мексиканські Vue також продавались в Мексиці та Південній Америці як Chevrolet Captiva Sport.

### Двигуни
- 2.4 L LE5 Ecotec I4
- 2.4 L LAT Ecotec I4 (Plug-in hybrid)
- 3.5 L LZ4 High Value V6
- 3.6 L LY7 High Feature V6

## Продажі
| рік  | США    |
| ---- | ------ |
| 2001 | 393    |
| 2002 | 75,478 |
| 2003 | 81,924 |
| 2004 | 86,957 |
| 2005 | 91,972 |
| 2006 | 88,581 |
| 2007 | 81,676 |
| 2008 | 84,767 |
| 2009 | 28,429 |